# Europarque

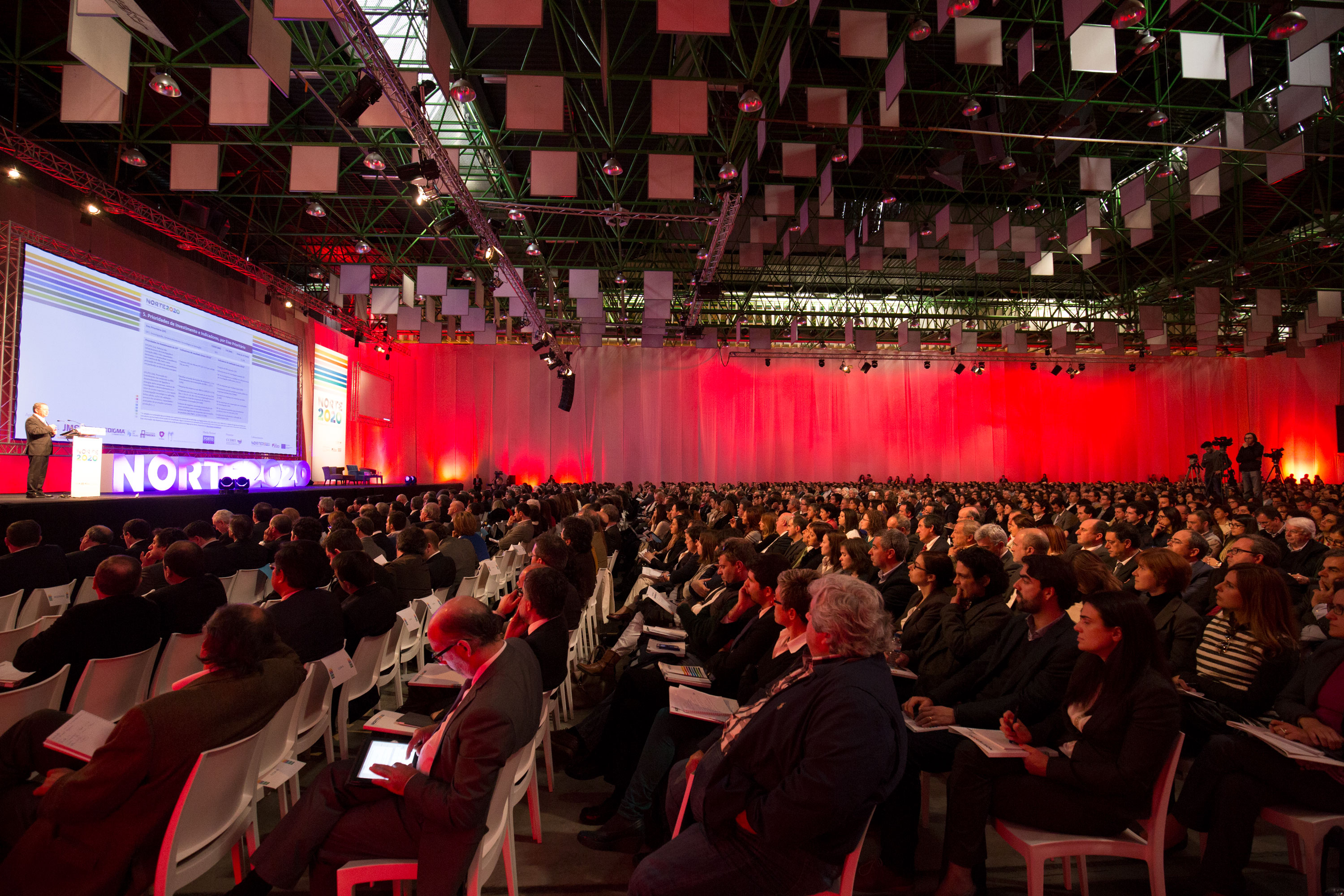
Apresentação Programa Norte 2020

O EUROPARQUE é um moderno centro de congressos localizado em Espargo, Santa Maria da Feira, 25 km a sul do Porto, em Portugal.
Este é um equipamento com mais de 20 anos de experiência no acolhimento e organização de eventos pluridisciplinares, essencialmente de âmbito corporativo, com capacidades e funcionalidades ímpares. Um Centro de Congressos à medida das necessidades de cada cliente e de cada evento, instalado numa área total de mais de 500 000 m2. Geograficamente localizado no eixo estruturante da A1 e da A29, a 20 minutos do Aeroporto Francisco Sá Carneiro, o EUROPARQUE dispõe de comodidades como um heliporto, mais de 1400 lugares do seu Grande Auditório, 7200 m2 em Pavilhão, salas de congressos com capacidade para receber 10 000 pessoas em simultâneo e parqueamento automóvel com mais de 2000 lugares, são apenas alguns exemplos.
O EUROPARQUE é um espaço preferencial para atividades ao ar-livre, prática de desporto e lazer em família. Nos terrenos do Europarque pode encontrar-se em 2017 uma unidade hoteleira Ibis Porto Sul Europarque, do grupo Accor Hotels; Lenitudes – Medical Center & Research, um centro de excelência no cuidado médico oncológico, o Visionarium – Centro de Ciência do Europarque e encontram-se em fase de construção as novas instalações da Escola Global, uma reputada instituição de ensino a nível nacional “Do Berço à Universidade”.
Pela mata e junto do lago do Europarque, corre, o Rio Lambo. 
Atualmente, e desde abril de 2015, o Europarque está sob a gestão da Feira Viva, empresa municipal de Santa Maria da Feira que opera, há mais de 15 anos, em grandes produções de eventos culturais (Viagem Medieval, Imaginarius, Semana Santa) e na gestão de parques temáticos (Perlim e Zoo de Lourosa – Parque Ornitológico) e equipamentos desportivos do território (Piscinas Municipais de Santa Maria da Feira, Lourosa e Fiães; Pavilhões Municipais) 
Foi construído em 1995 para ser um espaço amplo capaz de receber grandes congressos, jornadas, seminários, conferências, reuniões, feiras e workshops. Esta estrutura permite a realização de vários eventos em simultâneo, sem qualquer interferência entre si.
No Europarque têm lugar, também, grandes concertos, espectáculos musicais, bailado e outras manifestações culturais. Por aqui passaram, e continuam a passar, importantes nomes da música portuguesa -- Amália Rodrigues, Bernardo Sassetti, Carlos do Carmo, Dulce Pontes, Mário Laginha, Mariza, Pedro Burmester, Rodrigo Leão -- e internacional -- Dionne Warwick, José Carreras, Marillion, Martinho da Vila, Michael Nyman, Orquestra Sinfónica de Londres, Tony Bennett, entre muitos outros.
Após ser retirado à AEP pelo Estado Português por incumprimento financeiro, foi aprovada em 19 de fevereiro de 2015 em Conselho de Ministros a cedência do Europarque à Câmara Municipal de Santa Maria da Feira por um período de 50 anos.